# Hardtop

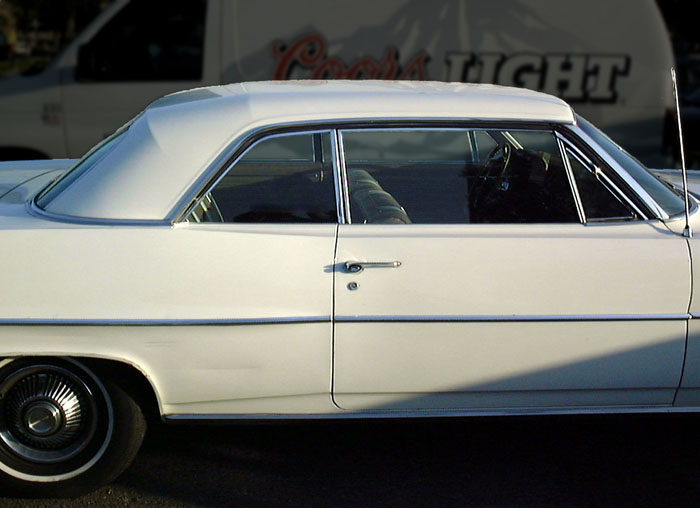
Le hardtop de cette Pontiac Catalina 1963 imite l'aspect toile tendue d'une capote classique.

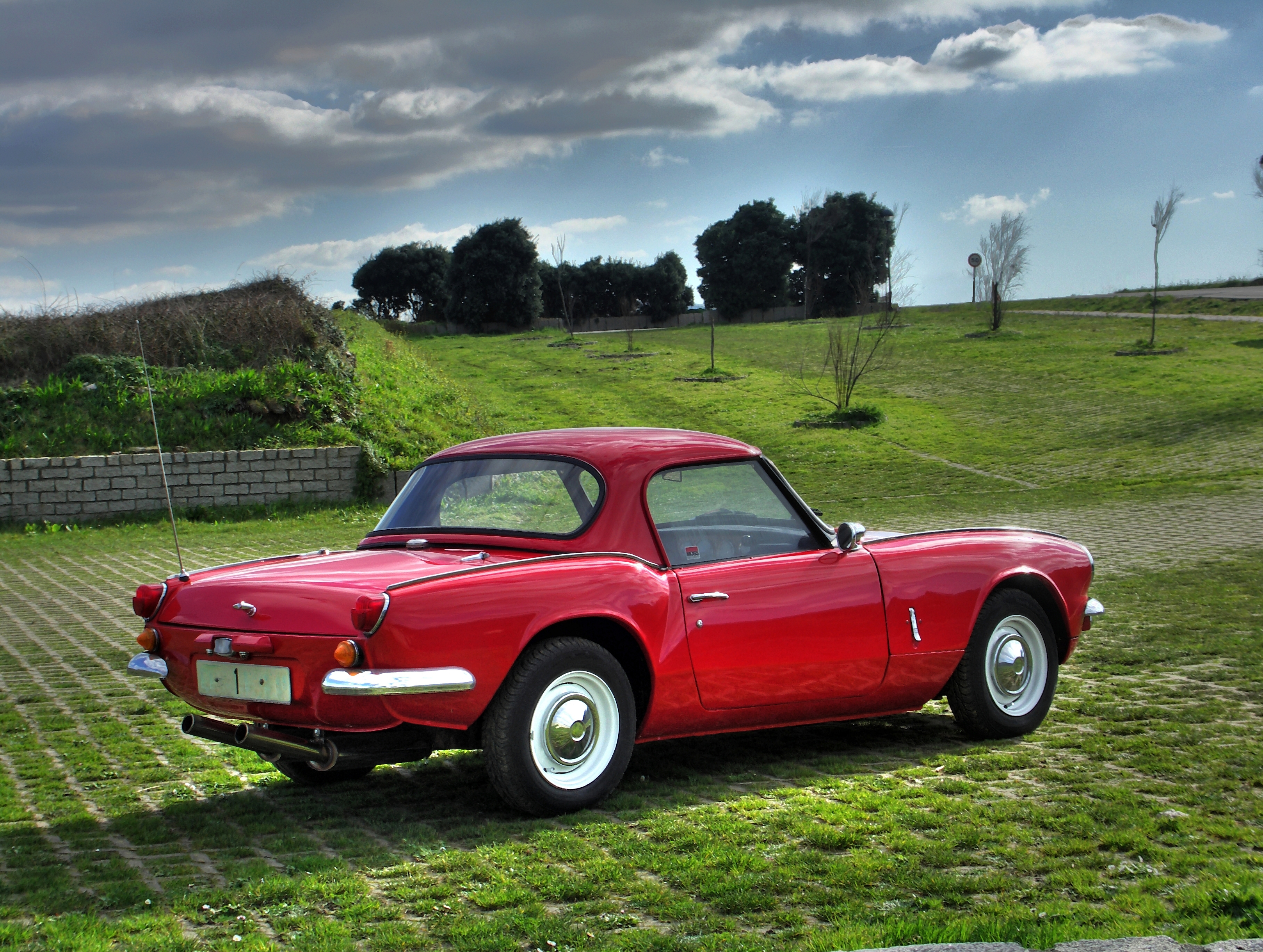
Triumph Spitfire MK3 avec son hardtop d'hiver.

Un hardtop (terme anglophone traduisible en « toit rigide » ou « toit en dur ») est un type de toit automobile. Il s'agit d'un toit amovible ou, plus rarement, escamotable manuellement ou grâce à un moteur électrique. Il est souvent monté dans les régions froides pendant la période hivernale sur les véhicules cabriolets qui le permettent.

## Toit «Targa»
Le toit Targa est un hardtop plat amovible de forme rectangulaire et de petite taille, destiné à couvrir des voitures sportives disposant d'un arceau de sécurité et facilement rangeable dans un coffre. Le terme, inspiré de la course sicilienne Targa Florio, est une marque déposée du constructeur allemand Porsche et a été utilisé pour la première fois en 1966 pour la Porsche 911.

Principe du toit Targa de la Fiat X1/9.
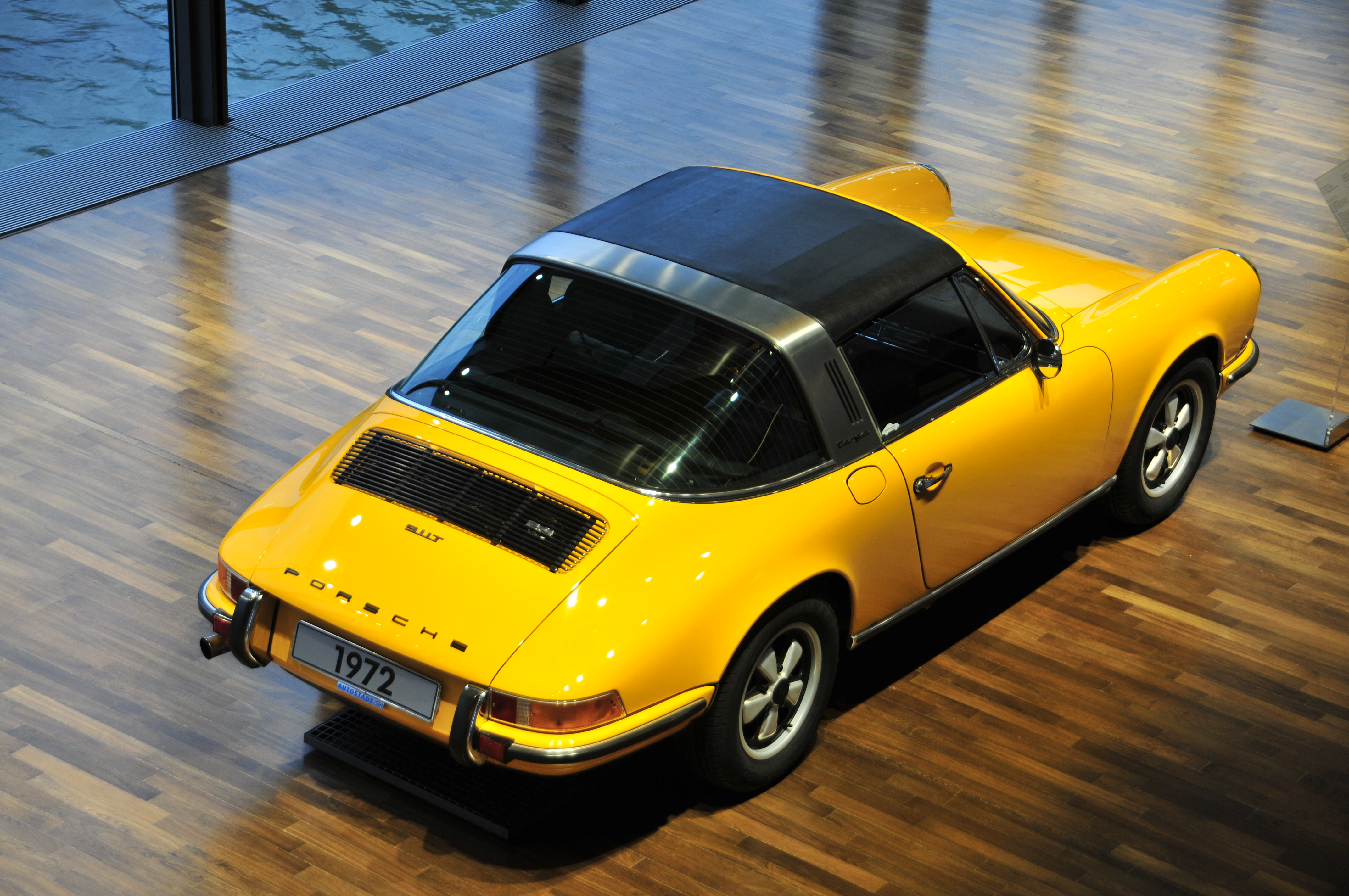
Porsche 911T Targa de 1972.

## Pick-up

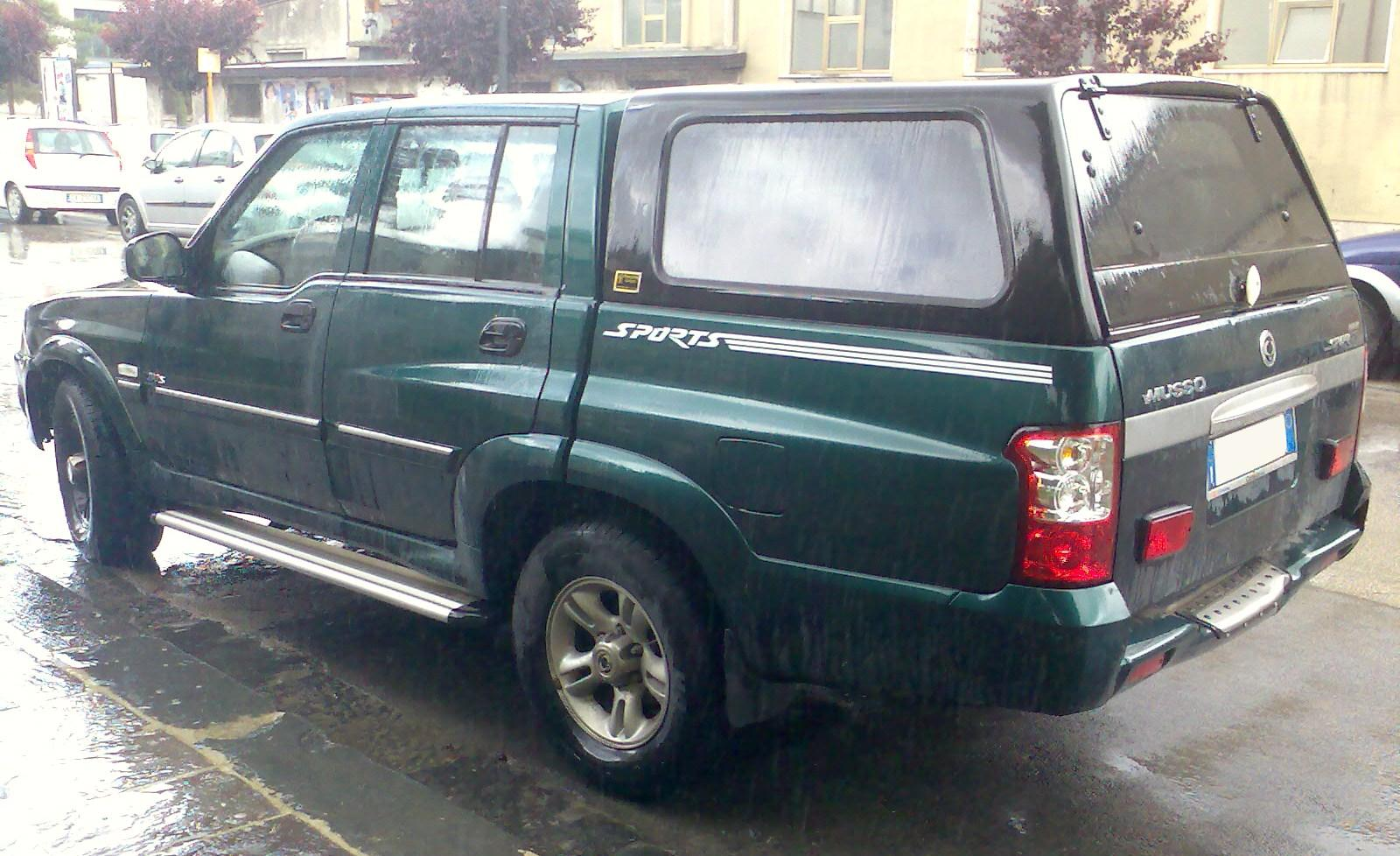
Un hardtop de pick-up.

Le terme « hardtop » est également utilisé pour désigner un toit amovible que l'on place sur la benne d'un pick-up, afin de protéger les objets transportés des aléas climatiques. Ce type de toit est proposé quasi-systématiquement par les constructeurs sur les pick-up, en option payante.

## Autres

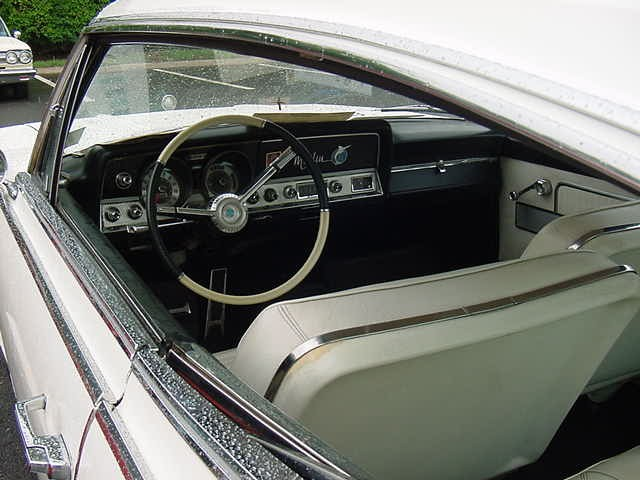
Une AMC Marlin de 1965, carrossée en pillarless hardtop et fastback.

Ce terme peut aussi désigner un type de carrosserie à toit inamovible, typique de certains modèles américains des années 1950 et 1960, dénommés « pillarless hardtop » (« toit rigide sans montants »). Ces modèles sont reconnaissables à l'absence de montants verticaux entre les vitres latérales avant et arrière.